# Fleurey-sur-Ouche
Fleurey-sur-Ouche é uma comuna francesa na região administrativa da Borgonha-Franco-Condado, no departamento de Côte-d'Or. Estende-se por uma área de 29,97 km². Em 2010 a comuna tinha 1 388 habitantes (densidade: 46,3 hab./km²).